# Suchdol (Praha)
Suchdol (německy Sukdol) je městská čtvrť a katastrální území o rozloze 431,21 ha, rozkládající se na severu Prahy na levém břehu Vltavy a náležející od roku 1990 k městské části Praha-Suchdol, do níž spolu se Suchdolem patřil též Sedlec, od roku 2005 jen jeho horní část. K Praze byla původní obec Suchdol přičleněna 1. ledna 1968 jako součást obvodu Prahy 6. Suchdol si po připojení k Praze zachoval svůj  místní národní výbor, který byl poté transformován v místní úřad a pak v úřad městské části.  

## Název
Původ názvu lze hledat v dolní části Suchdola - ves vznikla v údolí (dólu), jímž protékal potok, který v létě vysychal.

## Historie
Únětická kultura ze starší doby bronzové získala název podle pohřebiště u Únětic a Suchdol, které v 70. letech 19. století probádal český lékař a archeolog Čeněk Ryzner. 
Ke konci třicetileté války v roce 1648 vypálili Suchdol Švédové. Na území Suchdola došlo k bitvě mezi Švédy a císařskými vojáky.
V letech 1680 a 1713-1714 zasáhly Suchdol morové epidemie. Oběti z řad místních obyvatel byly pochovány na morovém hřbitově u kaple sv. Václava.
V roce 1679 obec koupili španělští benediktini z pražského kláštera v Emauzích.

## Území Suchdola

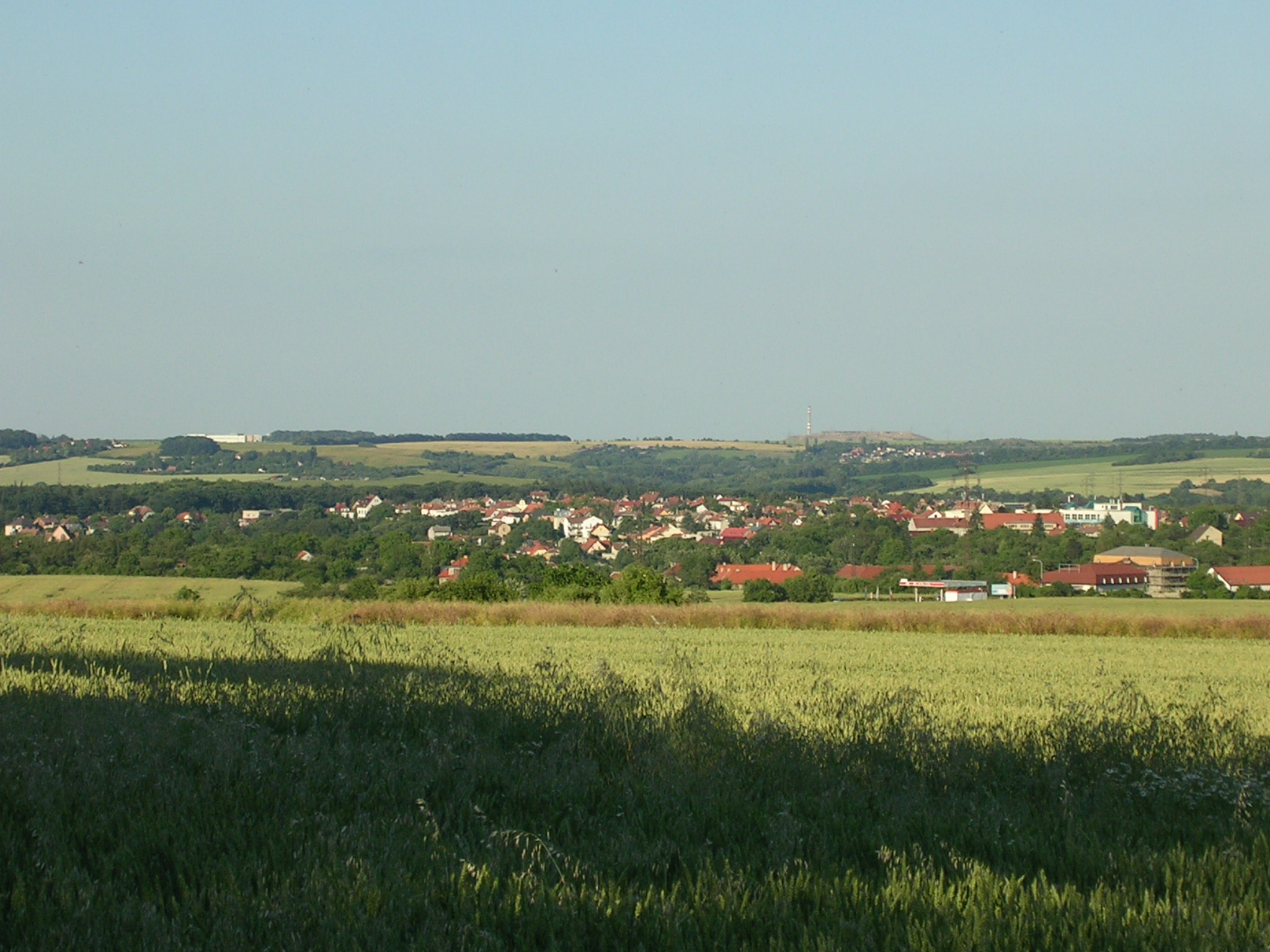
Pohled na Suchdol od Horoměřic

K významnějším objektům patří rozsáhlý areál České zemědělské univerzity, Základní škola Mikoláše Alše, Brandejsův statek jinak zvaný Suchdolský zámeček a kaple sv. Václava.
V těsné blízkosti Suchdola se rozkládá skalní útvar Kozí hřbety. Za ním je romantické Tiché údolí, spojující Únětice a Roztoky u Prahy. V Tichém údolí se nachází Alšova vyhlídka, z níž lze vidět Kozí hřbety, únětické rybníky a část Tichého údolí.
V Suchdole probíhá od počátku 21. století intenzivní bytová výstavba, provázená zvyšováním kapacity suchdolských mateřských škol.
Hranu levého břehu řeky Vltavy tvoří Sedlecké skály, které jsou součástí Evropsky významné lokality systému Natura 2000 "Kaňon Vltavy u Sedlce".
Nejnižším místem je břeh Vltavy s výškou 177 m, kde Vltava opouští území hlavního města Prahy, je to tedy i nejnižší místo v Praze.
Nejvyšším místem v Suchdole je vrchol Kozích hřbetů s nadmořskou výškou 301 m.
Městská část Praha-Suchdol se skládá z 5 částí: Starý Suchdol, Nový Suchdol, Budovec, Výhledy a Horní Sedlec.

## Osobnosti
Antonín Čepela (1882–1919), herec. Vlastním příjmením Čepelák. Narozen 6. května 1882. Vyučen písmomalířem, začal hrát divadlo v ochotnickém divadle, z něhož později přestoupil ke kočovným divadelním společnostem. V březnu 1913 jej angažovalo Národní divadlo do činohry, kde působil až do své předčasné smrti (zápal plic) 23. 2. 1919.

## Letecká havárie
30. října 1975 kolem 9.20 h dopoledne havarovalo za mlhy v zahrádkářské kolonii u Suchdola v katastrálním území Sedlec letadlo DC-9 jugoslávských aerolinií na lince Tivat–Praha po nárazu do pahorku. Zemřelo 71 cestujících a 4 členové posádky, 45 jich přežilo. Letadlem cestovali převážně čeští turisté vracející se z dovolené na Jadranu. Zničeno bylo kolem 15 chatek, z toho 5 shořelo. Událost je umělecky ztvárněna v posledním dílu televizního seriálu Sanitka.

## Suchdolské spolky
Působí zde spolky Suchdol Sobě, Spolek historie Suchdola, Žijeme tady, Betlém, TJ Slavoj Suchdol, TJ Sokol Suchdol-Sedlec a Sbor dobrovolných hasičů.

## Ulice a silnice Suchdola
- Kamýcká - ulice procházející Suchdolem směrem od severozápadu k jihovýchodu.

Přes území Suchdola má vést pražský vnější dopravní okruh. Pražský okruh je součástí transevropské dálniční sítě TEN-T. Okruh kolem Prahy byl plánován už od 30. let 20. století, přes území městské části je v pražském územní plánu vymezen od roku 1999.

## Další fotografie

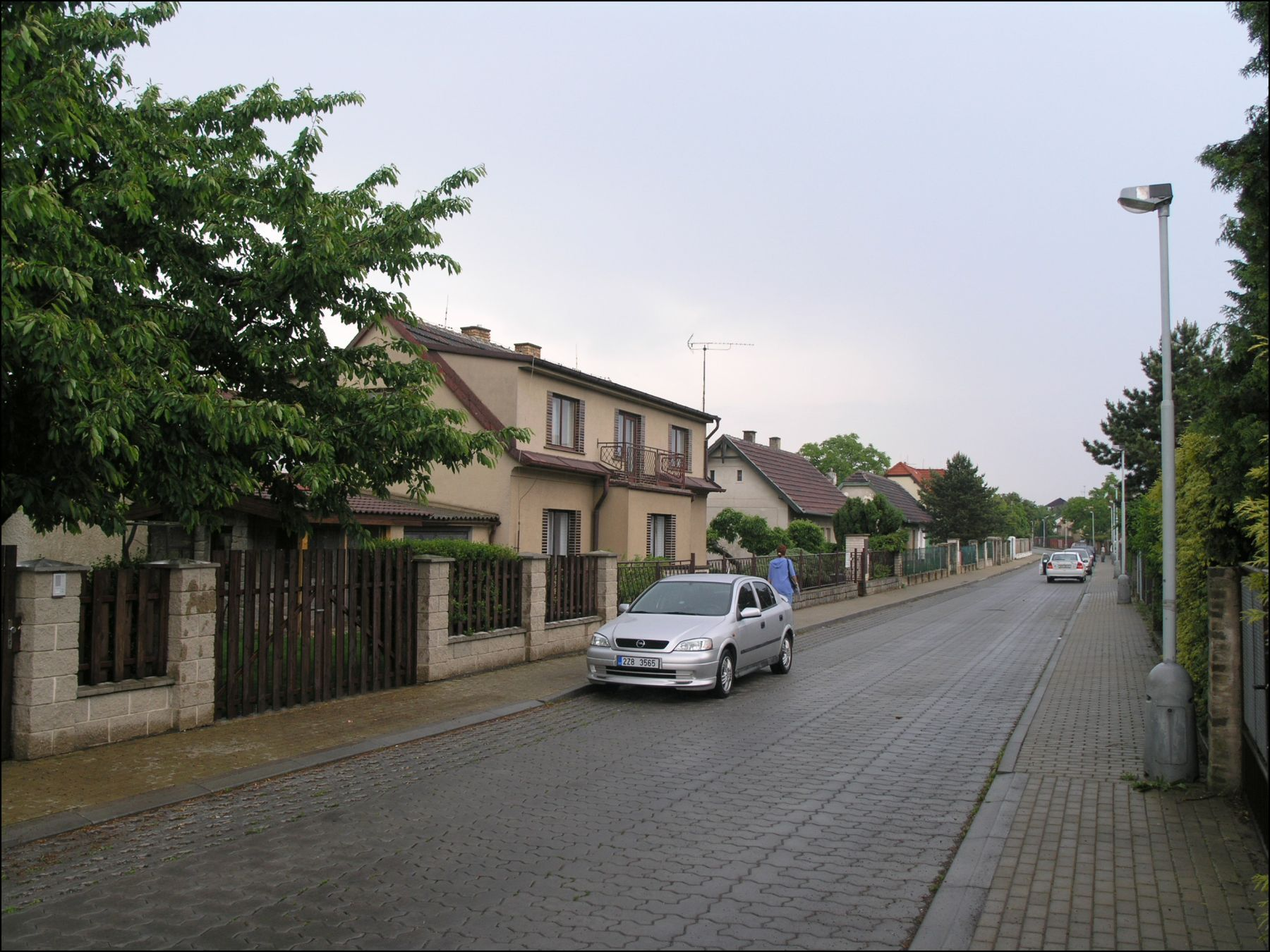
Staročeská ulice
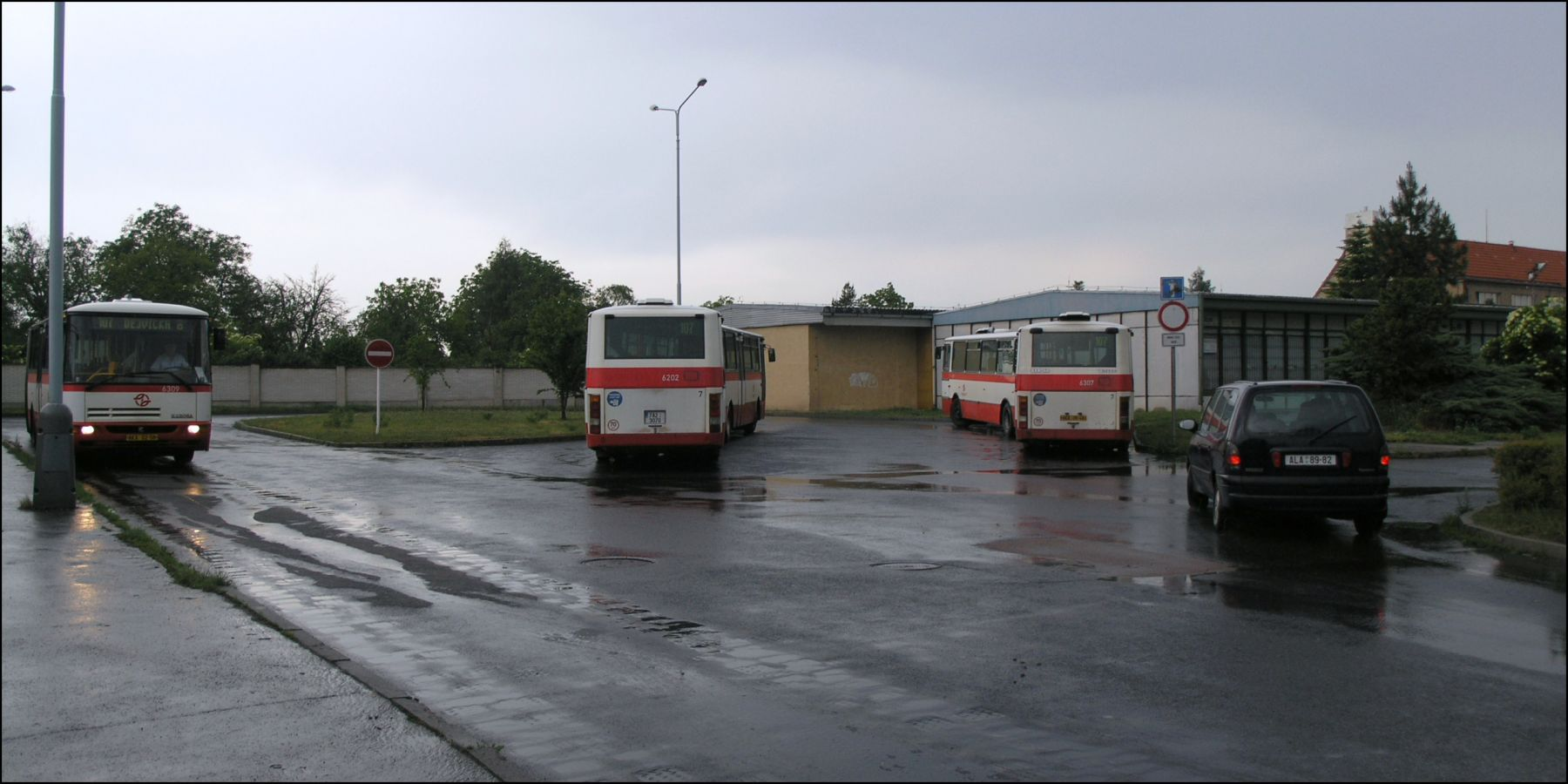
Konečná městských autobusů
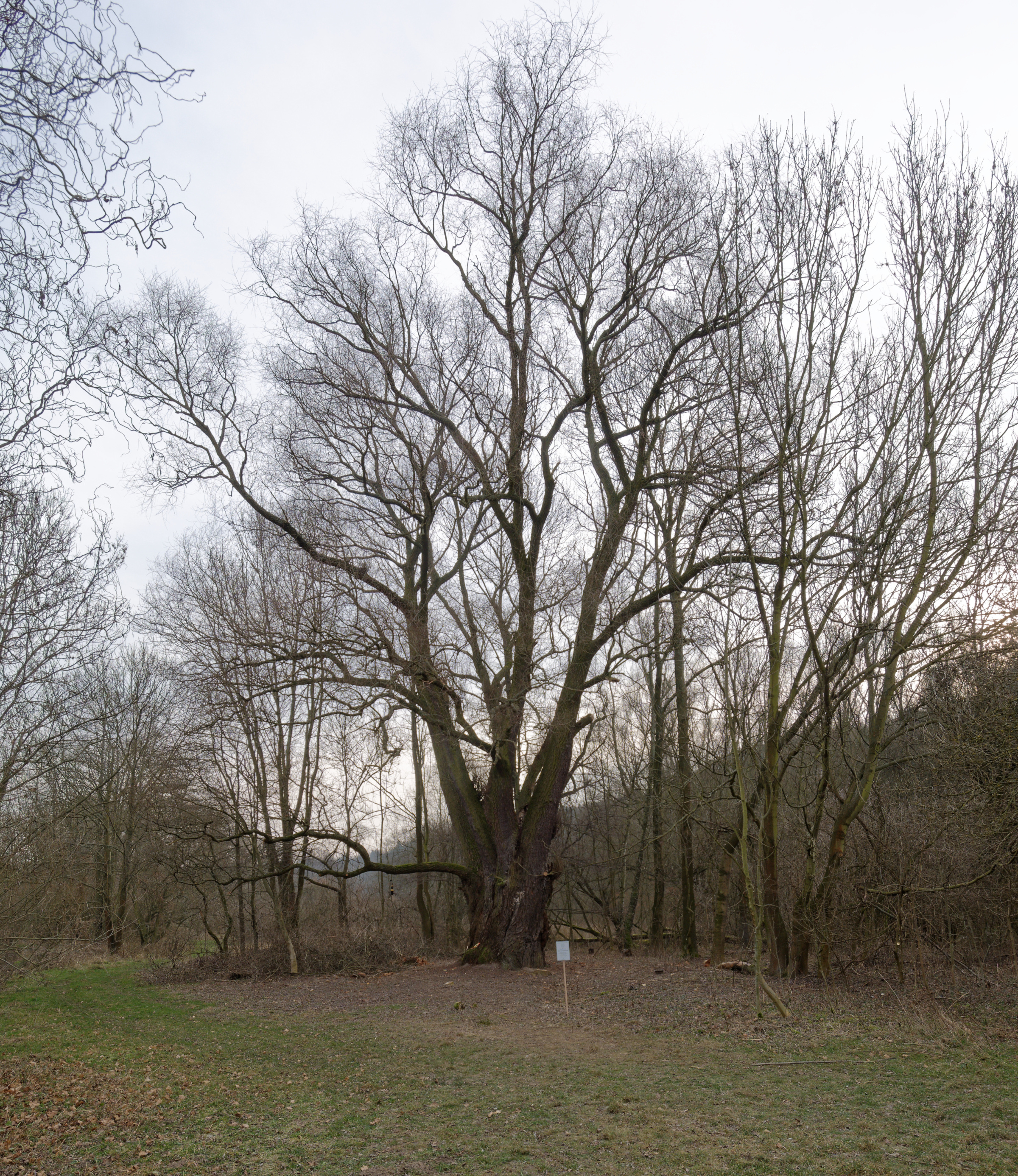
Významný strom „Vrba zapomenutá“